# جامعة هايكازيان
جامعة هايكازيان (بالإنجليزية: Haigazian University)‏ هي جامعة أرمنية خاصة في بيروت - لبنان تأسست عام 1955 كـ معهد هايكازيان (بالإنجليزية: Haigazian College)‏ . عام 1992 أصبخت تسميتها معهد هايكازيان الجامعي (بالإنجليزية: Haigazian University College)‏ وابتداء من 1997 جامعة هايكازيان.
للجامعة أربعة دوائر: دائرة الإنسانيات، دائرة العلوم التطبيقية، دائرة العلوم الإنسانية ودائرة إدارة الأعمال. والجامعة تمنح شهادات البكالوريوس والماجستير في الآداب وفي العلوم.

## وصلات خارجية
- الموقع الإلكتروني